# Fernando de Mendoza y Mate de Luna
Fernando de Mendoza y Mate de Luna (Cadis, Espanya, 1620 – Santiago, Capitania General de Xile, 1692) va ser un militar espanyol de fins del segle xvii. Va fer de governador i capità general de l'Illa de Margarita fins al 1654 i posteriorment va ser governador del Tucumán entre 1681 i 1686. Sota aquest últim càrrec, va fundar l'actual ciutat argentina de San Fernando del Valle de Catamarca, el 5 de juliol de 1683. A més, en 1685, va dur a terme el trasllat de la ciutat de San Miguel de Tucumán des d'Ibatín a la seva ubicació actual. Posteriorment va ser alcalde de Santiago de Xile fins a la seva mort el 1692.